# Ross Lee Finney
Ross Lee Finney   (Wells, 23 de desembre de 1906 - Carmel-by-the-Sea, 4 de febrer de 1997) va ser un compositor estatunidenc que va ensenyar durant molts anys a la Universitat de Michigan.

## Biografia
Era un músic precoç: amb dotze anys ja tocava en un trio i amb 21 anys era membre d'un grup de jazz. Va rebre la seva formació inicial al Carleton College i a la Universitat de Minnesota. També va estudiar amb Nadia Boulanger, Edward Burlingame Hill, Alban Berg (de 1931/32) i Roger Sessions (el 1935). El 1928 va passar un any a la Universitat Harvard i després es va incorporar a la facultat del Smith College, on va fundar l'arxiu «Smith College Archives» i va dirigir l'Orquestra de Cambra de Northampton. El 1935, la seva composició de poemes d'Archibald MacLeish va guanyar el premi Connecticut Valley, i el 1937, el seu primer quartet de corda va rebre un premi Pulitzer Scholarship. Una beca Guggenheim va finançar viatges a Europa el 1937. Durant la Segona Guerra Mundial, Finney va servir a l'Oficina de Serveis Estratègics i va rebre un Purple Heart i un Certificat de Mèrit.
El 1948, després d'una segona beca Guggenheim, Finney es va unir a la facultat de la Universitat de Michigan. Hi va fundat The Electronic Music Studios el 1965 i va compondre la partitura per a la celebració del cent-cinquantè aniversari de la Universitat de Michigan el 1967. Es va jubilar el 1974.
Les obres de Finney es van presentar a la Congregació de les Arts de 1965 al Hopkins Center del Dartmouth College, a la Universitat de Kansas, a la Universitat del Sud de Califòrnia, i al Festival de Música Contemporània de 1966 a la Universitat de Michigan a Ann Arbor. Finney va obtenir molts honors, incloent membres a l'Institut Nacional d'Arts i Lletres, membres honoraris a Phi Beta Kappa i un doctorat honorari a la universitat Carleton College. La seva Segona simfonia va representar els Estats Units a la Tribuna internacional dels compositors de 1963 a la seu de la UNESCO a París.
D'acord amb les notes dels Compositors Enregistraments, Inc. enregistrament de la Sonata per a violoncel de Finney núm. 2 (al voltant de 1953), Fantasia cromàtica I per a violoncel en sol (1957) i Piano Trio No 2 (1954), va rebre el Premi de Roma el 1960 i la Medalla Brandeis el 1968. Se cita en aquestes notes que havia començat a escriure música en sèrie de tant en tant a partir del 1950 amb el seu Quartet de corda núm. 6 (una obra que utilitza principis de sèrie però que apareix "en E" a la partitura), la seva següent composició després de la sonata.
Va escriure vuit quartets de corda, quatre simfonies, així com altres obres orquestrals, altres obres de cambra i cançons. En els seus darrers anys, Finney va compondre una sèrie d'obres que exploraven la naturalesa i l'experiència de la memòria, que combinaven l'organització en sèrie, així com cites de música ffolk i popular: Summer in Valley City (1969) per a banda de concerts; Two Acts for Three Players (1970) per a clarinet, piano i percussió; Landscapes Remembered (1971) per a orquestra de cambra; Spaces (1971) per a orquestra; Variacions sobre una memòria (1975) per a orquestra de cambra; i Skating Down the Sheyenne (1978) per a banda. Finney va compondre les partitures de ball Heyoka (1981) i The Joshua Tree (1984) per a Erik Hawkings, i el 1984 va completar la seva primera òpera, Weep Torn Land, amb llibret propi.
Finney va morir el 4 de febrer de 1997 a casa seva a Carmel-by-the-Sea a l'estat de Califòrnia. Tenia 90 anys.